# Hienadź Tumiłowicz
Hienadź Tumiłowicz (biał. Генадзь Туміловіч, ros. Геннадий Анатольевич Тумилович, Giennadij Anatoljewicz Tumiłowicz; ur. 3 września 1971) – białoruski piłkarz grający na pozycji bramkarza, reprezentant Białorusi.
Jego atrybuty fizyczne to 188 cm i 80 kg. W reprezentacji Białorusi wystąpił 32 razy. Ostatnio bronił barw Dynama Mińsk, w którym w 2007 ukończył karierę. Wcześniej występował w klubach Dynama Brześć, Biełaruś Mińsk, Metałłurg Krasnojarsk, Zaria Lenińsk Kuźniecki, Żemczużyna Soczi, Hapoel Ironi Riszon le-Cijjon, Dinamo Moskwa, Rostsielmasz Rostów, Royal Antwerp FC i Łucz-Eniergija Władywostok.
Obecnie na stanowisku dyrektora sportowego klubu Dynama Mińsk.